# Coupe de France de futsal 2009-2010
Navigation
2008-2009 2010-2011
La Coupe nationale futsal 2009-2010 est la seizième édition de la Coupe de France de futsal. Pour la première fois depuis la mise en place en 2005, le vainqueur de la compétition n'est pas qualifié pour la Coupe de l'UEFA la saison suivante, au profit du vainqueur du nouveau Championnat de France.
Le Final Four joué à Reims voit le Sporting Club de Paris remporter son premier titre national, succédant ainsi au Roubaix AFS.

## Tours qualificatifs

### Tours régionaux
Les Ligues régionales de football organise un ou plusieurs tours locaux afin de dégager le nombre autorisé de qualifiés.

### Phase inter-régionale
Pour le premier tour, seize groupes géographiques nommés de A à P sont composés de quatre équipes. Ils sont disputés sur une journée, le samedi 20 février 2010, où chaque équipe rencontre les trois autres de sa poule à une reprise. Les deux équipes de tête atteignent la phase de qualification nationale. 64 équipes sont réparties en seize groupes de quatre, dont les deux premiers de chaque Poule (soit 32 équipes) obtiennent leur billet pour la Phase qualificative nationale.
| # | Poule A         | Poule B           | Poule C              | Poule D             | Poule E            | Poule F        | Poule G             | Poule H        |
| - | --------------- | ----------------- | -------------------- | ------------------- | ------------------ | -------------- | ------------------- | -------------- |
| 1 | Colmar CE       | MJC Pfastatt      | Créteil Palais       | Andrézieux-Bouthéon | Mouvaux JS         | JS Douvres LD  | Sporting Paris      | Jaunay CUS     |
| 2 | Bischheim Mars  | AS Sundhoffen     | Nantes Nord ACM      | US crissotine       | PF Creil           | Erdre AF       | Ingré Futsal        | AS Fleurance   |
| 3 | Taintrux SM     | Mulhouse CSE      | Étoile lavalloise FC | Lyon MV             | RSG Courseulles    | Paris ACASA    | Escale Orléans      | Floirac CM     |
| 4 | Duntzenheim ASL | Coteaux de Seille | Dinard FC            | L'Ouverture         | Maromme ARM        | Trelivan AS    | C. Noues            | Angoulême LCS  |
|   |                 |                   |                      |                     |                    |                |                     |                |
| # | Poule I         | Poule J           | Poule K              | Poule L             | Poule M            | Poule N        | Poule O             | Poule P        |
| 1 | Metz Jorky      | AFC Vitrolles     | Souffelweyersheim    | Longwy Boys         | Hameau du marin    | Béthune Futsal | Epinay Senart       | Gresilles      |
| 2 | Jura Dolois     | Défense de fer    | Longwy USB           | JA Remilly          | Perpignan OC       | Roubaix FA     | Roubaix AFS T       | AS Charréard   |
| 3 | Sacre remois    | Ol. Petit Bard    | Obermodern           | Villers Nancy COS   | Bruguières SC      | Torcy Sedan    | Vision Nova Arcueil | CAFOR Gaillard |
| 4 | Clénay ASL      | OF Ajaccio        | Thionville Passage   | Bar le Duc FC       | Inst. de Graves FC | Lieu St Amand  | FC St Pierre        | Futsal dignois |

Parmi les onze équipes de l'élite encore en course, cinq équipes du Championnat de France sont éliminées : Vision Nova Arcueil, SC Bruguières, Clénay, Lyon Moulin à Vent et Laval. Plusieurs équipes de Ligue régionale s'affichent comme postulants à la victoire finale comme notamment les Nordistes de Béthune et de Roubaix AFS (tenant du titre), les franciliens d'Épinay et de Créteil ou encore les vainqueurs de l'édition 2000-2001 Andrézieux emmenés par le capitaine de l'équipe de France, Stéphane Basson,.

### Phase qualificative nationale
Le samedi 13 mars 2010, huit groupes de quatre équipes sont constitués avec les 32 qualifiés de la phase inter-régionale. Les vainqueurs de chaque groupe sont qualifiés pour le dernier tour qualificatif. Il ne reste que six des 24 équipes du Championnat de France : Sporting Paris, Roubaix Futsal, FC Erdre, Colmar et Pfasatt en Poule A, et l'AS Charréard pour la Poule B.
Le Jorky FC Metz domine notamment l'USB Longwy (13-0), Bischheim Mars (7-5) et Remilly (8-1).
Groupe A - Alsace (Colmar) :
- Colmar Collectif Europe
- FC Souffelweyersheim
- Longwy Boys Futsal
- AS Sundhoffen

Groupe B - Atlantique (Nantes) :
- FC Erdre-Atlantique
- ACM Nantes-Nord
- AS Futsal Ingré
- US Jaunay Clan

Groupe C - Basse Normandie (?) :
- JS Douvres
- JS Mouvaux
- Créteil Palais Futsal
- Roubaix Futsal

Groupe D - Champagne Ardennes (?) :
- MJC Pfastatt
- AS Jura Dolois
- Béthune Futsal
- Roubaix AFS

Groupe E - Languedoc-Roussillon (?) :
- AS Fleurance
- Défense de Fer Toulouse
- OC Perpignan
- Hameau du Marin Villeneuve Tolosane

Groupe F - Lorraine (Rémilly) :
- JFC Metz
- USB Longwy
- CS Mars Bischeim
- JA Remilly

Groupe G - Île-de-France (Champigny-sur-Marne) :
- Grésilles
- Epinay / Sénart
- Pro Futsal Creil
- Sporting Paris

Groupe H - Rhône-Alpes (?) :
- US crissotine
- AFC Vitrolles
- AS Charréard
- ASF Andrézieux

Légende :
- nom de club en gras : équipe qualifiée
- nom de région : Ligue régionale accueillant
- nom de ville entre parenthèses : ville d'accueil du groupe

### Quart de finales
Les deux premiers de chaque groupe se sont qualifiés.
À Sélestat (Ligue d'Alsace) :
- Colmar Collectif Europe (National),
- MJC Pfastatt (National),
- Metz JFC (Régional),
- Andrézieux-Bouthéon (Régional).

À Montmarault (Ligue d'Auvergne) :
- Sporting Paris (National),
- FC Erdre-Atlantique (National),
- Douvres JS (Régional),
- Perpignan OC (Régional).

Seule équipe régionale à se qualifier, Andrézieux est pour autant la seule équipe à avoir déjà remporté la compétition, en 2001, et compte quatre phases finales au cours des neuf dernières années.

## Finale à 4

### Tableau
Au Complexe René Tys de Reims, fort de ses trois internationaux français, Riad Karouni, Mustapha Otmani et Alexandre Teixeira, le Sporting Paris bat d'abord le Colmar Collectif Europe (7-2) avant de triompher (5-1) du FC Erdre-Atlantique, vainqueur du l'ASF Andrézieux-Bouthéon, « petit poucet » de l'épreuve.
|  | Demi-finales            | Demi-finales        |                |   | Finale | Finale |
|  | Demi-finales            | Demi-finales        |                |   | Finale | Finale |
|  |                         |                     |                |   |        |        |
|  |                         |                     |                |   |        |        |
|  |                         |                     |                |   |        |        |
|  | Sporting Paris          | 7                   |                |   |        |        |
|  | Sporting Paris          | 7                   |                |   |        |        |
|  | Colmar Collectif Europe | 2                   |                |   |        |        |
|  | Colmar Collectif Europe | 2                   | Sporting Paris | 5 |        |        |
|  |                         |                     | Sporting Paris | 5 |        |        |
|  |                         | FC Erdre-Atlantique | 1              |   |        |        |
|  | FC Erdre-Atlantique     | FC Erdre-Atlantique | 1              | 6 |        |        |
|  | FC Erdre-Atlantique     |                     |                | 6 |        |        |
|  | Andrézieux-Bouthéon     | 0                   |                |   |        |        |
|  | Andrézieux-Bouthéon     | 0                   |                |   |        |        |

### Finale
| Finale     | Sporting Paris | 5 – 1   | FC Erdre-Atlantique |                                  |                                  |
| 8 mai 2010 | |         |                     | Complexe sportif René-Tys, Reims | Complexe sportif René-Tys, Reims |
| 8 mai 2010 | Severin Monenguele, Teixeira, Glauber Dos Santos, Luiz Soares, Betinho, Karouni, Diniz, Chaulet, Khireddine, Elasni Krifa, Claude Klein, Julio Afonso, Heikel Naouar. Entraîneur : Rodolphe Lopes | Équipes |                     | Complexe sportif René-Tys, Reims | Complexe sportif René-Tys, Reims |